# جيم فارمر
جيم فارمر (بالإنجليزية: Jim Farmer)‏ مواليد 23 سبتمبر 1964 في دوثان، هو لاعب كرة سلة أمريكي سابق. بدأ مسيرته الاحترافية في سنة 1987. تم اختياره من قبل فريق دالاس مافيريكس خلال الدرافت. يبلغ طوله 6 قدم 4 بوصة (1.9 م). حقق المركز الأول في بطولة أمم الأمريكتين لكرة السلة 1997. اعتزل اللعب في 1997.

## المسيرة الاحترافية
لعب مع دالاس مافيريكس في موسم 1987–1988، ثم لعب مع يوتا جاز في سنة 1989، ثم لعب مع سياتل سوبرسونيكس في سنة 1990، ثم لعب مع فيلادلفيا سفنتي سيكسرز في سنة 1990، ثم لعب مع دنفر ناغتس في سنة 1991.

## الميداليات
| الميدالية | المسابقة                             |
| --------- | ------------------------------------ |
| ذهبية     | بطولة أمم الأمريكتين لكرة السلة 1997 |

## روابط خارجية
- جيم فارمر على موقع إن بي أي (الإنجليزية)
- جيم فارمر على موقع سبورتس رفرنس (الإنجليزية)
- جيم فارمر على موقع كرة السلة الأوروبية.كوم (الإنجليزية)
- جيم فارمر على موقع كلية كرة السلة في سبورتس رفرنس.كوم (الإنجليزية)
- جيم فارمر على موقع ريلجم (الإنجليزية)
- جيم فارمر على موقع بروبوليرز (الإنجليزية)